# Кулынигол
Кулынигол (устар. Кулын-Игол) — река в России, протекает по Нижневартовскому району Ханты-Мансийского АО. Устье реки находится в 496 км по правому берегу реки Вах. Длина реки составляет 367 км, площадь водосборного бассейна 7390 км².

## Гидрология
Исток расположен на востоке Сибирских Увалов. Русло извилистое; бассейн содержит многочисленные озёра и болота. Питание смешанное, однако преобладает снеговое с продолжительным весенне-летним половодьем. Река замерзает в октябре, а вскрывается в мае.
В районе реки Кулын-Игол — памятник археологии Большеларьякское городище.

## Притоки
(км от устья)
- 1 км: Чёртова протока (лв.)
- 8 км: протока Тилихпасл (пр.)
- Еккингъигол (лв.)
- Ларигол (лв.)
- 69 км: Лукасъёган (лв.)
- 105 км: Локонтоёган (пр.)
- 187 км: Пулвланигол (лв.)
- Липпенъегоигол (пр.)
- 227 км: Оккынъёган (пр.)
- 228 км: Ярхонигол (пр.)
- 263 км: Лярекенигол (пр.)
- 266 км: Эллеигол (пр.)
- 284 км: Пыктыганъёган (лв.)
- 287 км: Саймъёган (пр.)
- 291 км: Корлики (пр.)
- Курукпылынъёган (пр.)
- 313 км: Тылеккатын-Ёган (пр.)
- 314 км: Паракаёган (пр.)
- 318 км: Эмторпоголь-Ёган (пр.)
- 336 км: Укум-Кулынигол (пр.)

## Данные водного реестра
По данным государственного водного реестра России относится к Верхнеобскому бассейновому округу, водохозяйственный участок реки — Вах, речной подбассейн реки — бассейн притоков (Верхней) Оби от Васюгана до Ваха. Речной бассейн реки — (Верхняя) Обь до впадения Иртыша.